# Alseodaphne owdenii
Alseodaphne owdenii là loài thực vật có hoa trong họ Nguyệt quế. Loài này được R.Parker miêu tả khoa học đầu tiên năm 1924.